# Joop Post
Johannes (Joop) Post (ur. 5 lipca 1950 w Velsen) – holenderski polityk, przedsiębiorca, deputowany do Parlamentu Europejskiego (2007).

## Życiorys
Do 1971 kształcił się w akademii pedagogicznej w Bloemendaal. Pracował jako nauczyciel w szkołach protestanckich, później prowadził działalność gospodarczą w Curaçao, a także pracował jako urzędnik w Velsen. W pierwszej połowie lat 90. brał udział w tworzeniu europejskiego oddziału kościoła Kryształowej Katedry. Od 1993 działał w branży telewizyjnej. Zaangażowany w działalność Apelu Chrześcijańsko-Demokratycznego (CDA), w latach 1992–1996 zasiadał w kierownictwie tej partii. Od 2001 do 2007 pracował w administracji prowincji Holandia Północna.
W marcu 2007 objął mandat posła do Parlamentu Europejskiego z listy CDA. W PE zasiadał w grupie Europejskiej Partii Ludowej i Europejskich Demokratów, pracował m.in. w Komisji Rybołówstwa oraz Komisji Gospodarczej i Monetarnej. Z mandatu zrezygnował w październiku tego samego roku.